# دیمووو (استان اسمولیان)
دیمووو (به بلغاری: Dimovo) یک منطقهٔ مسکونی در بلغارستان است که در استان اسمولیان واقع شده‌است.
 دیمووو  ۱۱ نفر جمعیت دارد.